# LaSalle (Ontario)
LaSalle ist eine Stadt in der kanadischen Provinz Ontario im Essex County. Die Stadt hat 30.180 Einwohner. Sie liegt am Detroit River und am Turkey Creek, gegenüber von Detroit. In der Stadt findet jährlich das „Strawberry Festival“ (Erdbeerfest) statt. Es findet immer am ersten Wochenende des Juni statt. Die Stadt ist benannt nach dem französischen Forscher Robert Cavelier de La Salle.

## Söhne und Töchter der Stadt
- Andy Delmore (* 1976), Eishockeyspieler
- Luke Willson (* 1990), American-Football-Spieler
- Kylie Masse (* 1996), Schwimmsportlerin